# آرشاک خاچیکیان
آرشاک میکائیلی خاچی‌اف (خاچیکیان) (ارمنی: Արշակ Միքայելի Խաչիև (Խաչիկյան)؛ زادهٔ ۷ نوامبر ۱۸۷۴ - درگذشته ۱۳ مارس ۱۹۳۵) یک انقلابی و سیاستمدار اهل ارمنستان بود که از تاریخ ۱۹۲۱ تا تاریخ ۱۹۲۳ سمت وزیر کار و امور اجتماعی ارمنستان شوروی را برعهده داشت.

## زندگی‌نامه
در ۱۸۹۷ در باکو به دنیا آمد .  وی در ۱۹۳۵ در سن ۶۰ سالگی در تفلیس درگذشت.